# Das kleine Meerwesen
Das kleine Meerwesen (englischer Originaltitel The Sea-Thing Child) ist ein Bilderbuch des US-amerikanischen Autors Russell Hoban, das 1972 mit Illustrationen seines Sohnes Abrom Hoban beim Verlag Harper & Row veröffentlicht wurde. Die deutsche Erstausgabe erschien 2000 beim Bertelsmann Verlag. Seit 1999 erscheint das Buch mit Illustrationen von Patrick Benson.

## Inhalt
Ein seltsames Vogelkind – halb Dodo, halb Papageientaucher – wird in einer stürmischen Nacht aus seinem Nest geweht und strandet schließlich auf einer Insel mitten im Meer. Das kleine Meerwesen ist noch ganz jung und kann weder fliegen noch schwimmen. Nachdem es sich von den Anstrengungen der vergangenen Nacht etwas erholt hat, frisst es ein wenig Seetang und Muscheln. Das Vogelkind ist sehr ängstlich und mauert sich in einem Iglu aus Steinen ein. Plötzlich hört es die Stimme einer Winkerkrabbe, die traurig ist, weil sie keinen Bogen zum Geigenspielen hat (die Winkerkrabbe heißt im Englischen fiddler crab). Weil die Winkerkrabbe ebenfalls einsam ist, werden die beiden Freunde und spielen gemeinsam am Strand. In der Nacht kann das Vogelkind nicht schlafen und geht alleine am Strand spazieren. Dabei trifft es an einer Flussmündung auf einen Aal, der gerade auf dem Weg in die Tiefen des Meeres ist. Auf die Frage des Vogelkindes, ob er sich davor nicht fürchte, erwidert der Fisch, dass er für die Weite, Tiefe und Dunkelheit des Meeres geboren sei.
In der darauffolgenden Nacht wandert das Vogelkind wieder den Strand entlang, und dieses Mal traut es sich bereits ein wenig ins Wasser. Als aber eine Welle über ihn hereinbricht, läuft es schnell wieder ins Trockene und baut sich erneut ein Steiniglu. Das Vogelkind wächst rasch heran und wird immer größer. Eines Tages landet ein Albatross auf dem Strand, um sich von seinem Flug zu erholen und eine Pfeife zu rauchen. Als sich das Vogelkind und der Albatross miteinander unterhalten, möchte dieser wissen, wie es in den Tiefen des Meeres sei, denn das Vogelkind könne ja im Unterschied zu ihm nicht nur fliegen und schwimmen, sondern auch tauchen. Das Meerwesen gesteht, dass es noch nie getaucht sei und wegen seiner geringen Größe Angst vor dem großen Ozean habe. Daraufhin meint der Albatross, dass im Vergleich zum Meer alles klein sei, sogar der riesige Wal. Es käme nicht auf die Größe an, so der Albatross, das Meer sei seine Heimat und daher könne er dort auch nicht verloren gehen. Fasziniert sieht das Vogelkind dem Albatross zu, wie dieser schließlich aufbricht und am Horizont verschwindet.
Das Vogelkind hat mittlerweile aufgehört, Steiniglus zu bauen. Stattdessen zieht es nur noch einen Kreis im Sand um sich herum. Zusammen mit der Winkerkrabbe geht das Meerwesen am Strand spazieren und hat nach und nach immer weniger Angst vor den Wellen. In den Nächten ist das kleine Meerwesen zunehmend rastlos und beobachtet die Sterne, insbesondere einen ganz hellen, der es wie magisch anzuziehen scheint. Es träumt nun häufig vom Meer, einmal unter ihm, einmal über ihm.
Das Vogelkind ermutigt die Winkerkrabbe, sich einen Bogen aus Fischgräten zu machen, auch auf die Gefahr hin, dass die Krabbe vielleicht überhaupt nicht musikalisch sei. In einer stürmischen Nacht ist es dann so weit: Das gar nicht mehr so kleine Meerwesen spreizt seine Flügel, fliegt in die dunkle Nacht hinein, taucht ins Meer und fliegt schließlich ohne Furcht dorthin, wo es geboren wurde.

## Rezeption
Ann Kay schreibt in ihrer Buchrezension: „Die Charaktere und der symbolische Surrealismus verweisen auf Lewis Carroll, dennoch bleibt Hobans Stil einzigartig. Die lyrische Sprache, mit der diese Fabel von den Herausforderungen des Lebens erzählt, ist für kleine Kinder schwierig, aber ungemein stimulierend. Am besten helfen ältere Leser den kleineren, die Motive zu verstehen […] Es sind Bensons wunderbare Bilder, entspannt und doch ausdrucksstark, die den Leser in ihren Bann ziehen.“ Die Times schreibt: „Hobans kleine, genaue Beobachtungen werden für immer in Erinnerung bleiben.“ und der Guardian meint: „Russell Hobans großartiger, 30 Jahre alter Klassiker über die furchtbare Macht der Natur, gesehen durch das Meer und die Küste und die Augen des kleinen Meerwesens, das an Erfahrung und Selbstvertrauen gewinnt. Die Bilder von Patrick Benson fangen die Unermesslichkeit des Meeres und des Himmels auf wunderbare Weise ein.“ Im Klappentext einer Ausgabe von 1999 heißt es: „Russell Hobans ergreifende Geschichte über die Reise eines jungen Wesens in die Unabhängigkeit, die der preisgekrönte Künstler Patrick Benson in beeindruckender Schönheit illustriert hat, spricht Erwachsene und Kinder gleichermaßen an.“

## Referenzen
Das kleine Meerwesen ist in dem literarischen Nachschlagewerk 1001 Kinder- und Jugendbücher – Lies uns, bevor Du erwachsen bist! für die Altersstufe 3+ Jahre enthalten.

## Ausgaben
- The Sea-Thing Child. Harper & Row, USA 1972 (englisch).
- Das kleine Meerwesen. Bertelsmann, 2000.